# 理查·卡本特
理查·卡本特（英語：Richard Carpenter，1946年10月15日—），美國歌手、鋼琴師、作曲家、鍵盤手、音樂製作人和和聲歌手，他與妹妹凱倫·卡本特組成的演唱組合木匠兄妹合唱團，於1970至1980年代曾風靡全球。

## 童年
理查·林恩·卡本特出生於康涅狄格州紐黑文的格雷斯紐黑文醫院（現稱耶魯 - 紐黑文醫院），他的妹妹凱倫後來出生在同一家醫院。他的父母是Agnes Reuwer Tatum（家庭主婦）（1915年3月5日－1996年11月10日）和Harold Bertram Carpenter（1908年11月8日－1988年10月15日）。他的父親出生在中國，他的父母是傳教士，在英國的寄宿學校接受教育，從事印刷業務。卡本特是以他父親的弟弟理查·林恩·卡本特命名的。卡本特和他的叔叔都娶了名叫瑪麗的女人。理查和他的妹妹接受了聯合衛理公會教會的洗禮，孩子們也是衛理公會青年部的一部分。
當他的妹妹凱倫在外面打棒球時，卡本特經常彈鋼琴。他和凱倫也喜歡聽他們父親在他們年輕時為他們買的孩子們的唱片。理查通過他父親的唱片收藏介紹了Perry Como和Ella Fitzgerald以及其他許多人，到12歲時，他知道自己想進入音樂界。他作為音樂家的第一次公開露面是在紐黑文16歲。與兩位年長的朋友一起組成了一個小組，他們在當地的一家披薩店玩耍。理查加入合資企業賺錢買車。1963年6月，卡本特家族從紐黑文搬到了加利福尼亞州的唐尼。他們希望理查能夠進一步拓展他的音樂生涯，而這個家庭已經厭倦了新英格蘭寒冷的冬天。
Carpenter在加州州立大學長灘分校學習音樂。在那裡，他遇到了Frank Pooler，一位指揮和作曲家，他在1968年為聖誕節經典“聖誕快樂達林”寫了歌詞。理查還遇到了好朋友，約翰貝蒂斯，他與理查共同創作歌曲。

## Richard Carpenter Trio和Spectrum
Carpenter於1965年與妹妹凱倫和朋友Wes Jacobs一起創作了Richard Carpenter Trio。理查彈鋼琴，凱倫演奏鼓，韋斯演奏大號和低音。
1966年，理查·卡本特三重奏組在好萊塢碗樂隊之戰中演奏了“冰茶”和“來自伊帕內瑪的女孩”。他們贏得了比賽，不久之後在RCA工作室錄製了三首歌：“Every Little Thing”，“夜晚的陌生人”和Carpenter原創的“Iced Tea”。 “冰茶”是唯一正式向公眾發布的錄音。
1967年左右，理查和凱倫與來自長灘州的其他四位學生音樂家一起組成了一個六重奏組，包括：
理查·卡本特
凱倫·卡本特
約翰·貝蒂斯
萊斯利·約翰斯頓
加里·西姆斯
丹尼·伍德哈姆斯
雖然Spectrum經常在洛杉磯地區的夜總會如Whiskey a Go Go演出，但他們的回應卻不熱烈 - 他們的廣泛和聲以及避免搖滾樂限制了樂隊的商業潛力。然而，Spectrum以另一種方式取得了豐碩成果，提供了未來成功的原材料：Bettis繼續成為理查原創作品的詞作者，除Leslie Johnston之外的所有其他成員繼續成為Carpenters的成員。

## 事業
理查和凱倫於1969年4月22日與A＆M唱片公司簽約。“讓我們希望我們有一些點擊，”赫伯阿爾珀特告訴兩人。根據理查的說法，阿爾珀特在錄音室裡給了他們藝術自由，但是在他們的第一張專輯“發行”發行後並不是一個大賣家，有傳言說A＆M的一些人要求Alpert釋放木匠，但他相信他們的才能並堅持給他們另一次機會。
理查建議Carpenters在1963年寫下一首名為“（他們渴望親近）的Burt Bacharach和Hal David歌曲”。儘管Richard在Alpert的堅持下完成了一項安排，但他的安排天賦顯然在成品中閃耀。他的安排和音樂天賦，以及凱倫的主唱，幫助這首歌攀升至Billboard Hot 100的第一名，在那裡停留了一個月。 “（他們渴望成為）靠近你”似乎在一夜之間獲得了公眾的認可。根據理查的說法，即使這首歌一夜之間流行起來，木匠本身也沒有。
有一天晚上，理查坐在家裡看電視，看到克羅克國家銀行的廣告。他認出了保羅·威廉姆斯和羅傑·尼科爾斯的聲音，他們是商業主題曲“我們只是剛剛開始”的兩位A＆M詞曲作者。理查做了一些電話，以確認他們的參與，並詢問是否有完整版本的歌曲，威廉姆斯肯定。卡本特設法將銀行商業叮噹變成了獲得RIAA認證的黃金唱片。它在Billboard Hot 100上排名第二，並且已經成為一首流行的婚禮歌曲。這首歌也成功地推出了Nichols和Williams的職業生涯，後者為Carpenters和其他許多藝術家創作了多首熱門歌曲。[引證需要]
理查也創作了許多木匠的熱門歌曲，其中約翰貝蒂斯是詞作者，例如：
“再見愛情”（1972年;＃7;第一部流行民謠之一，有一首模糊吉他獨奏 - 影響了力量民謠的發展[12]）
“世界之巔”（1972年;＃1。雖然Carpenters最初選擇不將這首歌作為單曲發行，但Lynn Anderson錄製的版本在Billboard Country圖表上達到了第2名;繼安德森版本成功之後，Carpenters決定將其版本作為單一版本發布，並在Billboard Hot 100上達到第一名。）
“昨天再來一次”（1973;＃2）
“只有昨天”（1975;＃4）

## 安眠酮成癮和治療
雖然凱倫患有神經性厭食症，最終導致她於1983年去世，但在1970年代後期，理查遭受了失眠、驚恐發作、抑鬱症，以及對鎮靜劑和催眠藥安眠酮的依賴。作者詹姆斯加文在他的紐約時報評論中指出蘭迪L.施密特的傳記小女孩藍：凱倫·卡本特的生活（2010年）：“據說他的母親給了他第一顆藥丸，”以前在哥倫比亞廣播公司電視電視電影“凱倫·卡本特故事”（1989年）中描述過的觀察，並在幾部電視電影的評論中作了評論，其中還指出艾格尼絲（他們的母親）已經開出處方和因此認為他們是安全的。在他尋求幫助的時候，卡本特接受了醫生給安眠酮作為助眠劑的處方，但他的使用已經失控。
BBC傳記片的評論者只有昨天：木匠故事（2007年）注意到：“隨著他們的名聲越來越大，他們健康的門面開始出現裂縫。瘋狂的旅行計劃開始造成損失，理查以英勇的方式躲避與此同時，凱倫開始擔心她的體重。這令人擔憂變得困惑。裂縫成了斷層線。中心無法控制。
Gabe Mirkin博士在“悲傷的凱倫·卡本特故事”（2014年2月15日）中寫道，“在那些年裡，你可以說出事情是錯誤的，因為木匠經常取消外表。她看起來很瘦，體重只有90磅（41）。她是25歲。理查似乎是健忘的，後來發現他沉迷於安眠酮。1978年，木匠停止巡迴演出，1979年理查接受治療以治愈他對這種藥物的依賴。
尼克·塔勒夫斯基同樣在“搖滾Ob告”中觀察 - 敲開天堂之門（2010）：“自1970年以來他們一直在拉斯維加斯風格的行動中，凱倫和理查·卡本特都在1975年末身體狀況不佳。凱倫的體重降至80磅（36），一次巡演不得不取消。與此同時，理查已經沉迷於處方藥安眠酮。
到1978年底，理查正在接受“家人和朋友的大力鼓勵（以及恫嚇），'面對音樂'。”最後，在1979年1月，在安眠酮的半血症中，理查在後台摔倒了一段樓梯，最後面對他的上癮。“他在堪薩斯州托皮卡的Menninger診所接受了為期六週的治療計劃，並開始養成習慣。”由於種種原因，前三周是'地球上的地獄，“理查說，”但在那之後，事情真的開始發生變化，當然，一切都變得更好了。儘管如此，所有這一切對理查來說都是一個巨大的變化，他認為明智的做法是不要重新投入工作，並且幾乎要把1979年剩下的時間都用掉，更好地適應他改變的命運。

## 木匠發展後期
1983年10月12日，也就是凱倫去世八個月後，卡本特家族在好萊塢星光大道上慶祝了木匠的新星。卡本特在演講中說：“這是一個悲傷的日子，但同時對我的家人和我來說是一個非常特別和美好的一天。我唯一的遺憾是凱倫不是在這裡與我們分享，但我我知道她在我們心中和我們心中都非常活躍。」
1986年6月26日，Carpenter開始錄製個人專輯Time並於1987年7月5日完成。這張專輯的特色是Dusty Springfield演唱“Something in Your Eyes”，Dionne Warwick演唱“In Love Alone”，Scott Grimes演唱“That is the What I Believe”和Richard創作的一首歌 - 致力於Karen  - 稱為“我們所擁有的時間”從無伴奏合唱開始，然後理查的鋼琴和Herb Alpert的flugelhorn一起消失。歌詞包括：
我們的心中充滿了音樂和歡笑，
你的聲音將是我聽過的最甜美的聲音，然而，
我們知道這首歌永遠不會結束，
什麼時候我們不得不花時間。
1996年，在音樂作家Daniel Levitin的建議下，Carpenter錄製並發行了Richard Carpenter：鋼琴家，編曲家，作曲家，指揮家，其中包括許多木匠的最愛，包括熱門歌曲和專輯曲目，最後以“Karen's Theme”結尾， Carpenter為電視電影The Karen Carpenter Story（1989）創作。
Carpenter發布了DVDs Gold：Greatest Hits（2002），重新包裝了VHS / Betamax昨天再一次（1985年發布，1983年Karen死後兩年），其中包含了昨天的所有影片和解釋（2003）更新了1995年發行的原版VHS /盒式錄音帶，其中包括1951年至1980年期間Carpenters的五部電視特輯和電視劇的片段。這張DVD是在同年早些時候發行的同名編輯專輯之後發行的，其中包括11張從未有過DVD的Carpenters曲目（包括“From This Moment On”，這是Carpenters的第五部電視特別版）。 ，所有這些都以立體聲音頻進行數字增強和重新製作。
在2008年10月的62歲生日那天，在日本外國特派員協會舉行的午餐會上，卡本特宣布了“他職業生涯復出的計劃 - 被稱為『理查·卡本特反擊』” - 其中包括「重新發行木匠聖誕專輯和這是一張以Carpenters歌曲封面版為特色的致敬專輯。」

### 紀錄片
這部43分鐘的電影超級明星：凱倫·卡本特故事（1987年）由托德·海恩斯執導，並在海恩斯失去理查提起的版權侵權訴訟後於1990年退出發行。這部電影的標題來源於The Carpenters 1971年的熱門歌曲“Superstar”。多年來，它已經發展成為一部邪教電影，並被收錄在娛樂周刊2003年的50部熱門電影中。
卡本特幫助製作紀錄片貼近你：記住木匠（1997）和只有昨天：木匠故事（2007）。

### 獎學金/才藝表演
Carpenter為在千橡市民文化中心舉辦的具有藝術能力的人提供年度獎學金/才藝表演。

### 樂器
Carpenter使用各種鍵盤樂器，包括三角鋼琴，Hammond風琴，Wurlitzer電鋼琴，ARP Odyssey，Fender Rhodes電鋼琴，大鍵琴，鋼片琴，合成器和大頭釘鋼琴。他最喜歡的三角鋼琴是鮑德溫。在70年代，他最初支持並使用了Wurlitzer電鋼琴，然後轉向Fender Rhodes電鋼琴。他說，在A＆M工作室，他經常在Carpenters的唱片上使用施坦威鋼琴，除了A Song for You專輯，他演奏了一首由Liberace親筆簽名的Baldwin鋼琴。在舞台上，他有一台Wurlitzer電鋼琴和三角鋼琴，但在轉換到Fender Rhodes之後，他只會在舞台上為不同的歌曲在三者之間交替。他將Wurlitzer電鋼琴的聲音描述為“溫暖”和“美麗”，並通過在工作室中進行配音，他會定期用Wurlitzer電鋼琴補充他的三角鋼琴，以增加聲音，從而創造出獨特的鍵盤聲。在地平線上的歌曲“快樂”中，他用ARP奧德賽合成器進行了最早的實驗。

## 個人生活
1984年，卡本特與他的堂姐妹瑪麗魯道夫結婚。她的兄弟Mark Rudolph是Carpenters的公路經理以及專輯“Now＆Then”（1973）中Oldies“Medley”中的無線電呼叫“參賽者”。自20世紀70年代末以來，這對夫妻一直在約會。一位年輕的瑪麗在Carpenters的宣傳影片中飾演了一首名為“我需要戀愛”的歌曲（1976）。
理查和瑪麗·卡本特有五個孩子：克里斯蒂·林恩（凱倫本應給女兒的名字）於1987年8月17日出生; Traci Tatum，1989年7月25日; 1992年7月7日，Mindi Karen（以她已故的姑姐的名字命名）; Collin Paul於1994年;和泰勒·瑪麗在2000年。孩子們和理查有時會在各種與卡本特相關的活動中一起表演音樂。今天，這個家庭住在加利福尼亞州的千橡市。
Carpenter是Mopar汽車愛好者，1970年普利茅斯梭子魚的原始擁有者，擁有不尋常的440 + 6 V8發動機和自動變速箱包。

## 外部連結
- Richard and Karen Carpenter （页面存档备份，存于） - Official site
- Make Your Own Kind of Music （页面存档备份，存于） - 1971 Summer Television Series
- Richard Carpenter at the Internet Movie Database （页面存档备份，存于）

Template:The Carpenters albums